# Фелонь

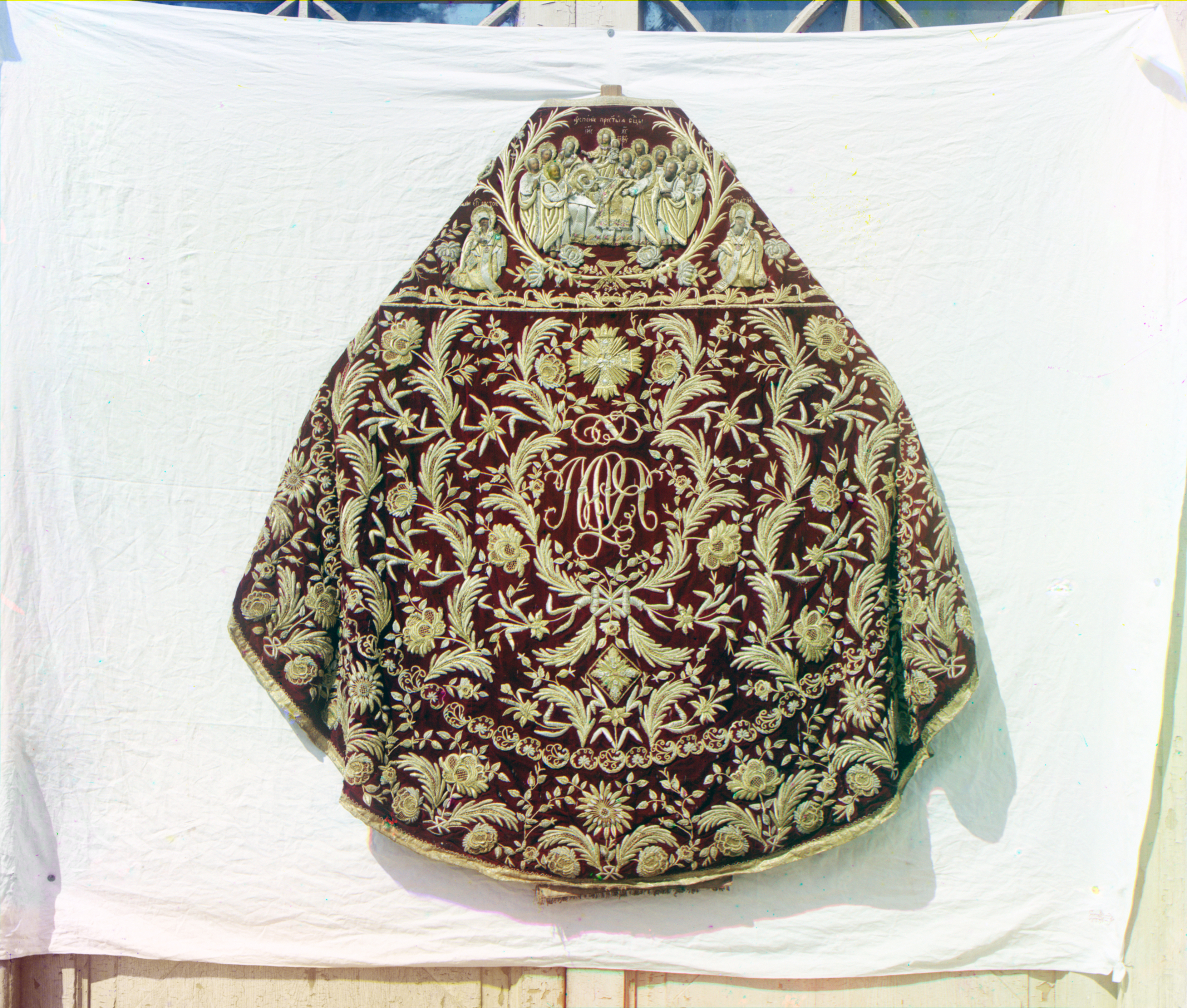
Русская фелонь времён Царя Михаила Фёдоровича (фотография Сергея Прокудина-Горского, 1911 год)

Фело́нь (фело́ний, церк.-слав. фелонь, от греч. φαινόλης, φαιλόνιον, φαινόλιον, от φαινόλις, φαίνω — «сияющий, являю»), также ри́за — верхнее богослужебное облачение православного священника без рукавов, в древности исключительно белого цвета.
Согласно толкованию святителя Симеона Солунского: «Священная же фелонь являет высочайшую и подаваемую свыше силу и озарение Духа, так как светлость горних чинов преимуществует у тех из них, которые выше, означает также всеобъемлющую, промыслительную, всезиждительную и благодельную силу Божию, ради которой низошло на нас Слово и, воплотившись, претерпевши распятие и воскресши, горняя и дольняя соединило Собою в Себе»; он же говорит, что фелонь символизирует хламиду и вретище, в которую одевался Спаситель в земной жизни, а кроме того, символизирует багряницу, в которую одели Иисуса Христа воины во время суда у Пилата.

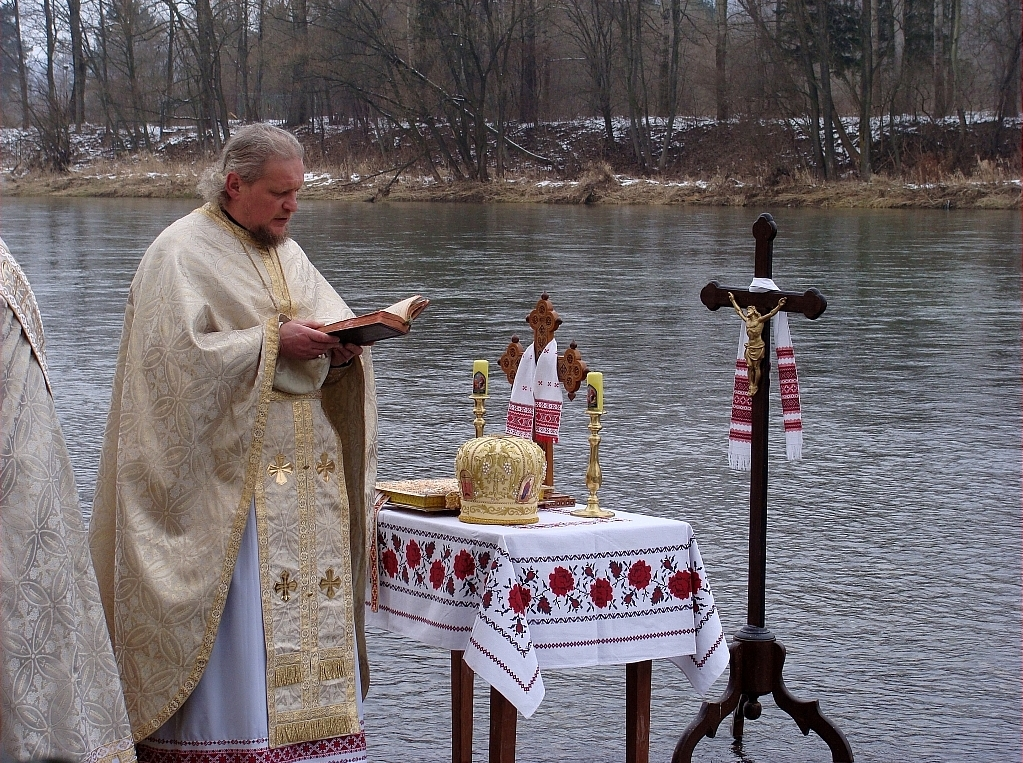
Священник Польской православной церкви в греческой фелони

Перед совершением полной литургии священники облачаются в фелоний с молитвой:

Свяще́нницы Твои́, Го́споди, облеку́тся в пра́вду, и преподо́бнии Твои́ ра́достию возра́дуются всегда́, ны́не и при́сно, и во ве́ки веко́в. Ами́нь.
— Пс. 131:9
Фелонь упомянут в Посланиях апостола Павла:

Когда пойдешь, принеси фелонь, который я оставил в Троаде у Карпа
— 2Тим. 4:13
В древности фелонь был круглым, покрывавшим всё тело от головы до ног и имевшим только отверстие для головы. Применялся также крестчатый (крещатый) фелонь (полиставрион). Фелонь в разные времена являлся богослужебным одеянием священников и всех епископов, вплоть до патриархов. Для более удобного священнодействования при священнослужении он мог подниматься и опускаться посредством шнурка. Подобную форму фелонь сохраняет и доныне в Элладской церкви, но в Русской церкви фелонь имеет вырез спереди. Со временем сначала патриархи и митрополиты, а затем и епископы начали носить саккос как верхнее богослужебное одеяние, поэтому фелонь стал преимущественно иерейской одеждой.
В России верхние оплечия фелони стали делать твёрдыми и высокими, так что задний верхний край фелони в виде усечённого треугольника или трапеции стал возвышаться теперь над плечами священнослужителя. С XVI—XVII веков фелони часто стали делать из тяжёлой парчи́, так что их верх возвышался конусом над плечами. Чтобы верх фелони из лёгких тканей тоже возвышался, их верх стали изготовлять с жёсткой подкладкой. Этот твёрдый воротник есть заимствование из покроя латинского плувиала того времени. В Католической церкви аналогом фелони является казула.

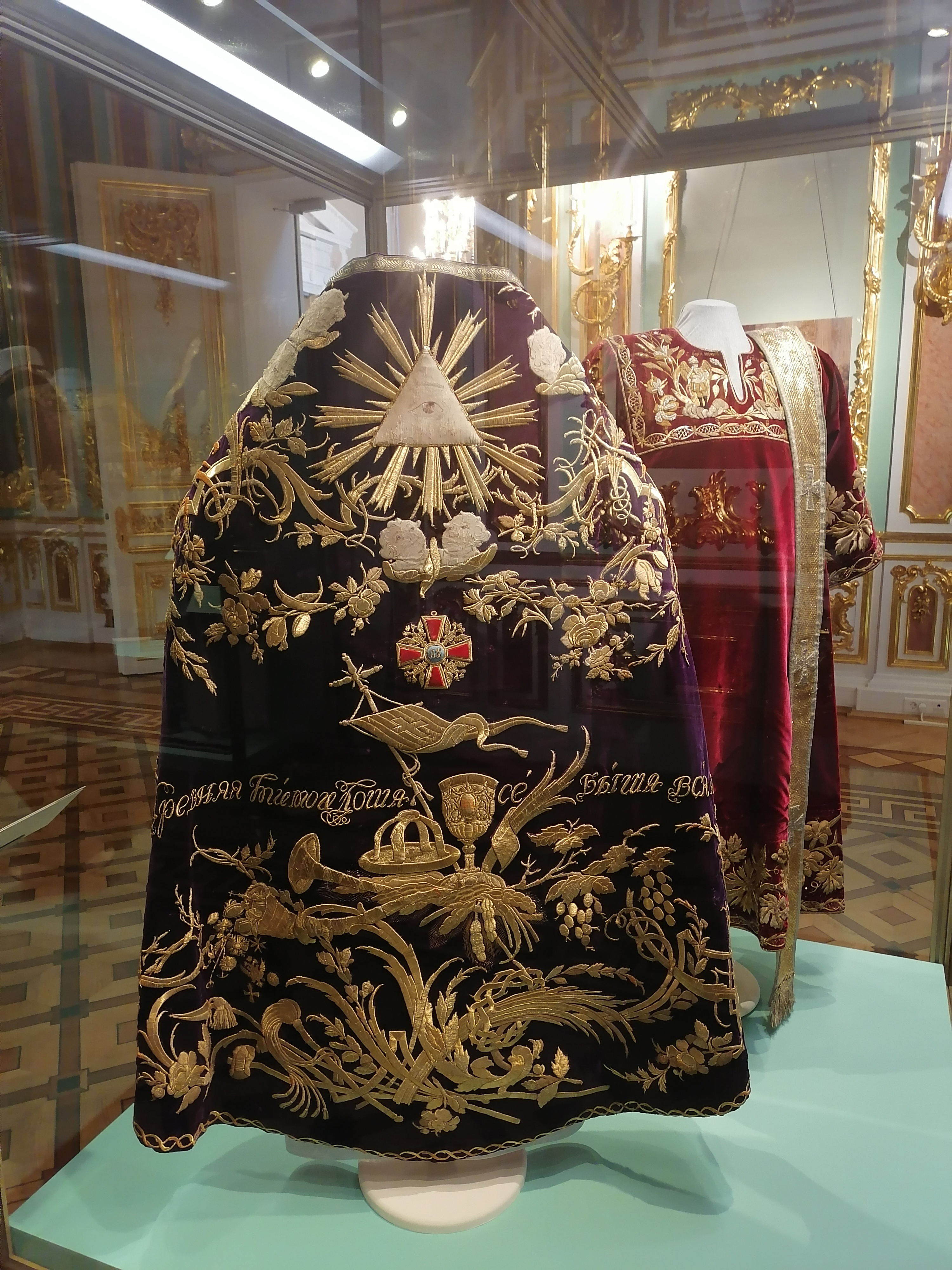
Фелонь со знаками ордена святого Александра Невского, полагающаяся священнослужителям-кавалерам ордена

В православной церковной практике активно применялся и малый фелонь (коро́ткий фело́ний), который во время богослужения носили свещеносцы. Короткий фелонь был одеждой чтецов в Греции до конца XIV века, а в России — до XVI века, затем её заменили стихарём. Сейчас в Русской православной церкви короткий фелонь используется только при хиротесии во чтеца — на постригаемого на несколько минут поверх подрясника надевают белый малый фелонь, который потом заменяется стихарём.
В русском произношении фелоню часто присваивается женский род, например, «древняя фелонь», «белая грязная фелонь».